# Deltocephalus matsumuri
Deltocephalus matsumuri är en insektsart som beskrevs av Baker 1925. Deltocephalus matsumuri ingår i släktet Deltocephalus och familjen dvärgstritar. Inga underarter finns listade i Catalogue of Life.